# ابن خمار
ابوالخیر حسن بن سوار بن بابا بن بهرام یا بن بهنام (۹۴۲ م – ۱۰۱۷ م) پزشک، متکلم، فیلسوف و مترجم مسیحی ایرانی بود که بعدها مسلمان شد.
تألیف و ترجمه آثار فراوانی در زمینه‌هایی چون پزشکی، علوم طبیعی، منطق، فلسفه، کلام و اخلاق به ابن خمار منسوب است که نسخه‌هایی از برخی از آن‌ها موجود است.
وی از مترجمین نهضت ترجمه بوده و در دارالحکمه حضور پیدا می‌کرده‌است.
ابن خمار در فرهنگ نامه زندگینامه ابن ابی اصیبعه مدخلی دارد.
وی در بغداد متولد شد. او جراح بیمارستان عضدی در بغداد شد جایی که ابن طیب و ابن هندو شاگردانش بودند. به گفته ظهیرالدین بیهقی، ابن خمار آخرین سال‌های زندگی خود را در خوارزم و غزنه گذراند و به اسلام گروید.
روایت است که ابن خمار سیری در آفاق و انفس داشته و به عصر حاضر ورود کرده، در خوابگاه کامروا مدتی جلوس کرده و سپس عازم دیار مغرب شده است. وی دستی در علوم مهندسی داشته و عشقش به فلسفه و گل واژه سرایی شهره آفاق است.
نسخه خطی Arabe 2346 در Bibliothèque nationale de France شامل یک ترجمه عربی از ارغنون ارسطو است که از نسخهٔ ابن الخمار کپی شده‌است، و خود نیز از نسخهٔ استادش، یحیی بن عدی، کپی شده‌است.
Arabe 2346 شامل حاشیه نویسیهایی توسط فیلسوفان بغداد است که برخی توسط ابن الخمار انجام شده‌اند.
ابن خمار در مباحثات متکلمان (دین شناسان) و فلاسفه (فیلسوفان اسلامی) در مورد این که آیا خدا با شهود شناخته می‌شود یا با استدلال طرفدار فلاسفه بود.
اکثر آثار او از بین رفته‌اند، اما عنوان دو مورد از آنها مشهور است: (رساله وحدت و تثلیث) و رساله توفیق بین الارای فلاسفه و النصارا (همخوانی دیدگاه‌های فیلسوفان و مسیحیان).
ابن خمار مقالات، تفسیر و تجزیه و تحلیلهای پیشین ارسطو را از سریانی به عربی ترجمه کرده‌است. ایساگوگ و دو کتاب تاریخ فلسفه پورفیری؛ پدیده‌های هواشناسی تئوفراستوس؛ و کتاب آلانس. ترجمه‌های او توسط علی ابن محمد ابن عباس التوحیدی به دلیل ظرافت آنها مورد ستایش قرار گرفت.
ابن خمار توسط معاصرانش مورد احترام بود. ابن ندیم، که او را می‌شناخت، او را به عنوان منطق دان می‌ستاید. علی بن رضوان، پزشک مصری، نوشته‌است که سلطان محمود به احترام او زمین را می‌بوسید. شهرت او به حدی بود که ابن سینا آرزوی ملاقات با وی را داشت که در نهایت محقق نشد.
ابوریحان بیرونی چند مرتبه از ابن خمار در کتاب صیدنه نقل قول کرده‌است. مطابق گفته نظامی عروضی، ابوالخیر خمار و ابن سینا و ابوسهل مسیحی و ابوریحان بیرونی در دربار مأمون خوارزمشاه «با یکدیگر انسی در محاورت و عیشی در مکاتبت می‌کردند.» اما صحت این گفته مشخص نیست زیرا ابن سینا یک مرتبه به صراحت از آرزوی خود برای دیدار با ابن خمار سخن به میان آورده‌است.